# Erast Fandorin

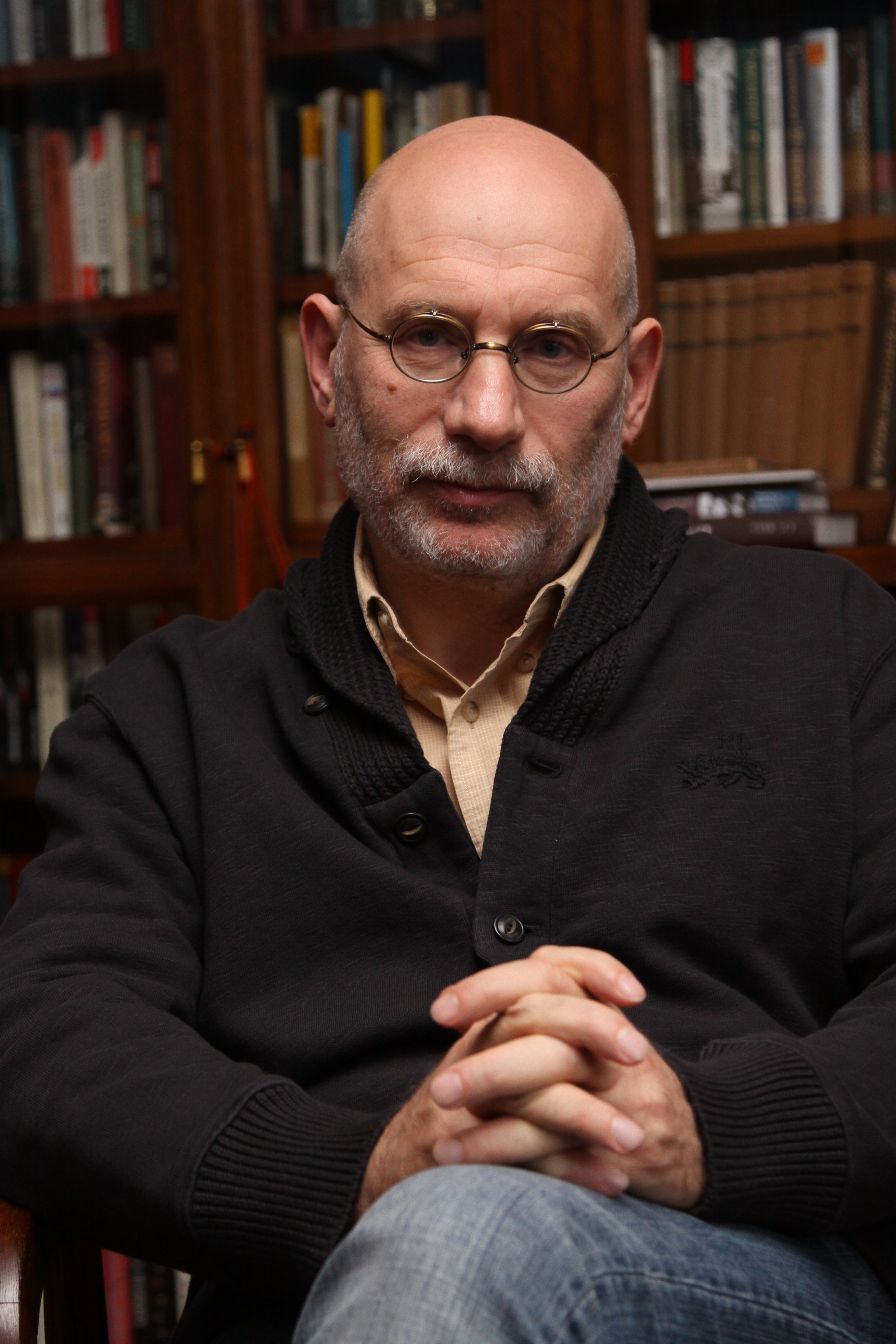
Boris Akunin

Erast Pietrowicz Fandorin – powieściowy detektyw z książek autorstwa Borisa Akunina.

## Charakterystyka
Erast Fandorin swoją karierę rozpoczyna w wieku 20 lat jako registrator kolegialny – moskiewski urzędnik XIV rangi.
Pierwsza powieść cyklu, Azazel, rozpoczyna się w 1876 r. Diamentowa karoca pozwala nam być świadkami początków rewolucji rosyjskiej 1905 roku.
Cykl powieściowy składa się obecnie z 16 książek:
- Azazel
- Gambit turecki
- Lewiatan
- Śmierć Achillesa
- Walet pikowy
- Dekorator
- Radca stanu
- Koronacja
- Kochanka Śmierci
- Kochanek Śmierci
- Diamentowa karoca (polskie wydanie podzielone na dwa tomy)
  - tom I: Łowca ważek
  - tom II: Między wierszami
- Nefrytowy różaniec
- Świat jest teatrem
- Czarne miasto
- Planeta Woda
- Nie żegnam się

Cykl o Eraście Fandorinie zdaniem autora ma ukazywać każdy z gatunków powieści detektywistycznej. Akunin znalazł ich 16, dlatego cykl obejmuje 16 książek.
Kolejna seria książek Akunina, „Przygody magistra”, opisuje losy wnuka Erasta Fandorina, Nicholasa Fandorina, jak również jego przodków, poczynając od Corneliusa von Dorna, który przybył do Rosji w XVII wieku.